# John Howkins
John Howkins (* 3. září 1945) je britský autor v oblasti kreativního průmyslu se speciálním zaměřením na vývoj tohoto ekonomického sektoru v Číně. Je hostujícím profesorem na Lincolnově universitě a proděkanem a hostujícím profesorem na Shanghai School of Creativity, Šanghajské divadelní akademii v Číně.

## Vzdělání
Howkins získal bakalářský titul v oboru mezinárodních vztahů na Keele University a vysokoškolské studium dokončil diplomem v oblasti urbanistiky na Architectural Association School of Architecture.

## Kariéra
Howkins v průběhu své kariéry prošel mnoha médii, mj. film, digitální média, vydavatelství a dělal poradce významným mediálním společnostem (HandMade plc, Hotbed Media, HBO, Time Warner). Je bývalým předsedou London Film School a bývalým výkonným ředitelem International Institute of Communications.
V roce 2006 se stal předsedou John Howkins Research Centre on the Creative Economym, kterou založila šanghajská samospráva. Zároveň je i poradcem Creative Industries Association a Shanghai Creative Industry Centre. Od roku 2007 je předsedou BOP Consulting, který poskytuje nezávislý výzkum a strategické konzultace za účelem maximalizace kulturního a mediálního potenciálu.

## Knihy
- Understanding Television, Sundial Books (1976) ISBN 978-0904230017
- Communications in China, Prentice Hall Press (5 July 1982) ISBN 978-0582282643
- New Technologies, New Policies, BFI Publishing (17 June 1982) ISBN 978-0851701288
- The Creative Economy: How People Make Money from Ideas, Penguin Global (1 June 2002) ISBN 978-0140287943
- Creative Ecologies: Where Thinking is a Proper Job, Transaction Publishers (1 April 2010) ISBN 978-1412814287